# Callulops kopsteini
Espèce
Synonymes
- Hylophorbus kopsteini Mertens, 1930

Statut de conservation UICN

 EN B1ab(iii) : En danger
Callulops kopsteini est une espèce d'amphibiens de la famille des Microhylidae.

## Répartition
Cette espèce est endémique d'Indonésie. Elle n'est connue que par l'unique spécimen découvert sur l'île Sanana dans les Sula,.

## Étymologie
Cette espèce est nommée en l'honneur de Felix Kopstein.

## Publication originale
- Mertens, 1930 : Die von Dr. F. Kopstein auf den Molukken und einigen benachbarten Inseln gesammelten Froschlurche. Zoologische Mededelingen Leiden, vol. 13, p. 141-150 (texte intégral).